# Tatiana Rentería
Angie Tatiana Jaramillo Rentería (ur. 22 grudnia 2000) – kolumbijska zapaśniczka walcząca w stylu wolnym. Brązowa medalistka olimpijska z Paryża 2024 w kategorii 76 kg, a także mistrzostw świata w 2023 roku. 
Wicemistrzyni igrzysk panamerykańskich w 2023. Triumfatorka igrzysk Ameryki Środkowej i Karaibów w 2023, a także igrzysk boliwaryjskich w 2022. Trzecia na igrzyskach Ameryki Południowej w 2022 i mistrzostwach Ameryki Południowej w 2017. Wicemistrzyni panamerykańska w 2023 i 2024. Pierwsza na MŚ U-23 w 2022 i druga w 2021 roku.